# Gmina Pyzdry
Gmina Pyzdry là một gmina đô thị-nông thôn  (huyện hành chính) trong Wrzesnia County, Wielkopolskie, ở phía tây-trung tâm Ba Lan. Khu vực hành chính của nó là thị trấn Pyzdry, cách Września khoảng 20 kilômét (12 mi) về phía nam và cách thủ phủ khu vực Poznań 59 km (37 mi) về phía đông nam.
Gmina có diện tích 137,9 kilômét vuông (53,2 dặm vuông Anh), và tính đến năm 2006, tổng dân số của nó là 7.217 người (trong đó dân số Pyzdry lên tới 3.188, và dân số của vùng nông thôn của gmina là 4.029).
Gmina bao gồm một phần của khu vực được bảo vệ gọi là Công viên Cảnh quan Warta.

## Làng
Ngoài thị trấn Pyzdry, Gmina Pyzdry bao gồm các làng và các khu định cư như Baraniec, Benewicze, Białobrzeg, Białobrzeg Ratajski, Ciemierów, Ciemierów-Kolonia, Dłusk, Dolne Grady, Glinianki, Gorne Grady, Kamień, Kolonia Janowska, Kolonia Lisewo, Królewiny, Kruszyny, Ksawerów, Lisewo, Lisiaki, Łupice, Modlica, Olsz, Pietrzyków, Pietrzyków-Kolonia, Rataje, Ruda Komorska, Tarnowa, Tłoczyzna, Trzcianki, Walga, Wrąbczynek, Wrąbczynkowskie Holendry, của Zamość, Zapowiednia, Żdżary và Zimochowiec.

## Gmina lân cận
Gmina Pyzdry giáp với các gmina khác như Gizałki, Kołaczkowo, Lądek, Zagórów và Żerków.